# Велиново
Велиново (болг. Велиново) — село в Болгарии. Находится в Перникской области, входит в общину Трын. Население составляет 62 человека по результатам переписи 15 марта 2010 года.

## Политическая ситуация
Велиново подчиняется непосредственно общине и не имеет своего кмета.
Кмет (мэр) общины Трын — Станислав Антонов Николов (Граждане за европейское развитие Болгарии (ГЕРБ)) по результатам выборов.